# 花山院親忠
花山院 親忠（かさんのいん ちかただ、1918年〈大正7年〉8月3日 - 1994年〈平成6年〉2月28日）は、日本の華族、神職。花山院家36代目当主。佐賀県立三養基高等学校校長、春日大社宮司を歴任した。
1986年当時、奈良県神社庁常任理事、神社本庁評議員、奈良県教育委員会委員であった。

## 生涯

### 学問を究める華族
大正7年（1918年）8月3日、花山院親家の長男として、東京府に生まれる。
大正13年（1924年）3月11日に父の親家が薨去すると、7月15日、6歳で家督を継承し襲爵した。第二開成中学校を経て、昭和12年（1937年）、國學院大學国文学科に入学。武田祐吉や折口信夫に学び、『御湯殿上日記』を研究した。
昭和16年（1941年）、國學院大學国文学科を卒業。神祇院嘱託となる。昭和20年（1945年）、兵役解除となった。

### 教育者・神職として
昭和21年（1946年）、氷川神社禰宜に任じられ、明階を授階した。しかし自邸が戦災で焼失しており、親戚である鍋島直紹に招かれて佐賀県に移住。佐賀県立鹿島高等学校教諭となり、佐賀県文化財専門員を務める。その探求心から佐賀県民俗学会を創設した。
昭和32年（1957年）、妻の照子と離婚した。
昭和44年（1969年）、佐賀県教育委員会学校教育課長に就任した。
昭和46年（1971年）、佐賀県立三養基高等学校校長に就任した。同年、春日大社宮司に任命された。その後、奈良の鹿愛護会会長、春日古楽保存会会長、南都楽所会長などに就任した。
昭和50年（1975年）、奈良国立博物館評議員に就任した。
昭和53年（1978年）、浄階・神職身分一級を贈られた。
昭和54年（1979年）12月4日、昭和天皇・香淳皇后が春日大社に赴くと、休憩所に於いて宮司である親忠、権宮司の千鳥祐佶・中根義明が拝謁した。親忠が春日大社の沿革・鹿について説明した。天皇・皇后の本殿での拝礼後、舞殿に移ると、諸司舞の真榊曲が演じられ、これについても親忠が説明した。
昭和55年（1980年）、財団法人春日顕彰会会長に就任した。
昭和56年（1981年）5月24日、昭和天皇が奈良公園内の飛火野に向かうと、親忠が奈良の鹿愛護会会長として飛火野の歴史を説明し、鹿寄せの視察を受けた。
昭和58年（1983年）1月14日、歌会始が開かれると、親忠はこの読師を務めた。同年中には、國學院大學評議員、奈良県古都風致審議会委員に就任した。
昭和59年（1984年）、奈良県教育委員会委員に就任した。また同年開催のロサンゼルスオリンピックに際しては、その芸術祭に南都楽所を牽引して渡米、各地で和舞と舞楽の公演を開催し、またニューヨーク国連本部で講演した。
昭和61年（1986年）6月10日、連翠南に於いて、神宮大宮司慶光院俊以下勅使参向神社の宮司等が昭和天皇に拝謁、親忠は挨拶を述べた。その後、奈良県教育委員会委員長に就任した。
昭和63年（1988年）、神職身分特級となり、國學院大學評議員会議長に任じられた。
平成6年（1994年）2月28日、宮司在任中に病により帰幽した。

## 人物
- 趣味は歴史・文学・民俗学の研究[5]。学問の大切さを常日頃神職に訓示しており、自ら若い研究者とも交流して後進の育成にも注力した[2]。
- 佐賀で教師をしていた時代の教え子に、佐賀女子短期大学教授の横尾文子がいる[* 1]。横尾は、親忠が帰幽した際に父親を失ったかのように嘆いたという[* 1]。

## 栄典

### 位階
- 1938年（昭和13年）08月15日 - 従五位[13]
- 1941年（昭和16年）09月01日 - 正五位[14]
- 1945年（昭和20年）09月 - 従四位[1]

### 記念章
- 1940年（昭和15年）08月15日 - 紀元二千六百年祝典記念章[15]

## 著書
- 『ふるさとの散歩道：肥前・筑後』金華堂、1971年。
- 『春日の神は鹿にのって』清水弘文堂、1987年。

## 系譜
出典が無い限り、『平成新修旧華族家系大成』上巻, p. 407を参照している。

### 親族
- 父：花山院親家（1878 - 1924） - 堀河康隆七男
- 母：花山院とし（1886 - 1966） - 青地伊三郎三女[注釈 4]
  - 長姉：千鶴子（1910 - 2006） - 大聖寺門跡[* 2]
  - 次姉：千枝子（1917 - ） - 古屋徳兵衛夫人
  - 妹：好子（1921 - ） - 水無瀬忠寿夫人[16]
- 前妻：照子（1921 - ） - 佐竹義春次女
  - 長女：愛子（1942 - ） - 白木徳次夫人
  - 次女：路子（1948 - ） - 高田幸一夫人、のち離婚
  - 三女：彌生（1954 - ） - 上田潤二夫人
  - 四女：万里[* 3]
- 後妻：瑞子（1925 - ） - 空閑昇長女
  - 長男：弘匡（1962 - ） - 春日大社宮司

### 閨閥
親忠の父花山院親家は、羽林家の家格を有する堀河家の出身。親家の父堀河康隆の兄弟には岩倉具視や孝明天皇の掌侍堀河紀子がいる。親家は、孝明天皇典侍で明治天皇生母の中山慶子の甥で侯爵中山孝麿の娘正子と結婚していたが離婚し、青地伊三郎の娘としと再婚した。としの姉美津は、松屋創業家2代目古屋徳兵衛に嫁ぎ、兄の伊一は徳兵衛の妹せんと結婚した。2代目徳兵衛の弟惣八には惣太郎・祐次郎らの子供が居り、うち祐次郎は徳兵衛の跡を継いで3代目徳兵衛を襲名し、親家の次女で親忠の姉千枝子と結婚、勝彦や静男を生んだ。勝彦も松屋社長となり、その子毅彦は令和5年（2023年）3月1日、松屋社長に就任した。
親忠は、侯爵佐竹義春の娘照子と結婚し四女を儲けた。三女の彌生は広島藩家老家で男爵を叙された上田家に養子に入った上田潤二と結婚し一男三女を儲けた。義春の母祚子は徳大寺実則の娘で、実則を父系でたどると東山天皇にたどり着く。照子の母兼子は摂家・男爵九条家の出身であり、兼子の父道実と祖父道孝は掌典長、弟道秀は掌典、甥道弘は平安神宮宮司を務め、その子道成は明治神宮宮司を務めている。道実の妹節子は大正天皇の皇后となり、その子孫が現在の皇室に連なっている。親忠は、照子とその後離婚し、陸軍少佐空閑昇の長女瑞子と結婚、のちに春日大社宮司になる花山院弘匡を儲けた。また親忠の妹好子は水無瀬神宮宮司水無瀬忠寿の妻となって二男一女を産み、長男忠成も同宮宮司を務めている。